# Universe (EP)
Universe é o sexto extended play do grupo masculino sino-coreano EXO. O EP foi lançado pela S.M. Entertainment em 26 de dezembro de 2017. Ele contém sete faixas, incluindo duas versões linguísticas do single homônimo. Em sua versão física, é composto por oito faixas, com a adição de uma versão alternativa do single. Universe é o quarto EP do EXO com temática natalina.

## Antecedentes e lançamento
Em 23 de novembro de 2017, um representante da agência do grupo, S.M. Entertainment, anunciou que o EXO estava se preparando para o lançamento de seu quarto EP com temática natalina, após Miracles in December (2013), Sing for You (2015) e For Life (2016), afirmando que pretendiam lançá-lo em dezembro. Em 8 de dezembro, foi relatado que o lançariam em 21 de dezembro. A agência do grupo confirmou os relatos no mesmo dia. Em 14 de dezembro, a S.M. anunciou que ele seria intitulado Universe e conteria sete faixas. A partir do dia seguinte, começou a lançar teasers individuais dos integrantes. Em respeito à sua morte de Kim Jong-hyun, integrante do grupo SHINee, agenciado pela mesma agência do EXO, o lançamento foi adiado para 26 de dezembro. No dia anterior ao lançamento, foi lançado um vídeo teaser intitulado "Cafe Universe for You".

## Composição
O single do álbum, "Universe", é descrito como uma faixa de rock ballad com melodias de piano e guitarra elétrica.

## Lista de faixas
| N.º            | Título                                  | Letras               | Música                                                            | Arranjo                                                          | Duração |  |
| 1.             | "Universe" (versão coreana)             | Yoon Sa-ra           | Shin Hyuk Mrey JJ Evans Jeff Lewis                                | Shin Hyuk Mrey                                                   | 4:24    |  |
| 2.             | "为心导航 (Universe)" (versão mandarim) | Xiaohan              | Shin Hyuk Mrey JJ Evans Jeff Lewis                                | Shin Hyuk Mrey                                                   | 4:24    |  |
| 3.             | "지나갈 더니 (Been Through)"            | Park Ji-hui JQ       | JQ Mike Woods Kevin White Brandyn Burnette Molly Moore MZMC Heavy | Rice n' Peas                                                     | 3:38    |  |
| 4.             | "Stay"                                  | JQ Park Ji-hye Sik-K | Cathy Dennis Robert Gerongco Samuel Gerongco Terence Lam          | Robert Gerongco Samuel Gerongco Terence Lam                      | 3:51    |  |
| 5.             | "Fall"                                  | JQ Mola MQ           | Mike Woods Kevin White Andrew Bazzi MZMC                          | Rice n' Peas                                                     | 3:27    |  |
| 6.             | "Good Night"                            | Hyeon Ji-won JQ      | Mike Woods Kevin White Micah Powell MZMC                          | Rice n' Peas                                                     | 3:31    |  |
| 7.             | "Lights Out"                            | Chen                 | Bane Scott Roo Andrew "fiction." Holyfield Jason "Arner" Housman  | Bane Scott Roo Andrew "fiction." Holyfield Jason "Arner" Housman | 3:06    |  |
| 8.             | "Universe" (versão CD)                  | Yoon Sa-ra           | Shin Hyuk Mrey JJ Evans Jeff Lewis                                | Shin Hyuk Mrey                                                   | 4:24    |  |
| Duração total: | Duração total:                          | Duração total:       | Duração total:                                                    | Duração total:                                                   | 30:45   |  |

## Histórico de lançamento
| Região        | Data                   | Formato             | Gravadora          |
| ------------- | ---------------------- | ------------------- | ------------------ |
| Coreia do Sul | 26 de dezembro de 2017 | CD download digital | S.M. Entertainment |
| Mundialmente  | 26 de dezembro de 2017 | Download digital    | S.M. Entertainment |